# Igo Etrich

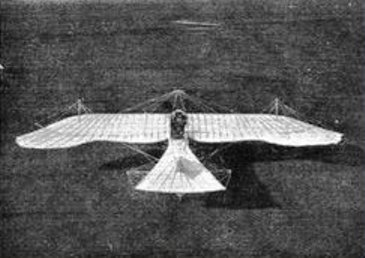
O Etrich I de Igo Etrich, em 1910.

Ignaz "Igo" Etrich (Horní Staré Město, 25 de dezembro de 1879 — Salzburgo, 4 de fevereiro de 1967) foi um pioneiro da aviação e projetista de aviões austríaco. Seu projeto mais conhecido foi o Etrich Taube (Etrich II), de 1910.

## Histórico

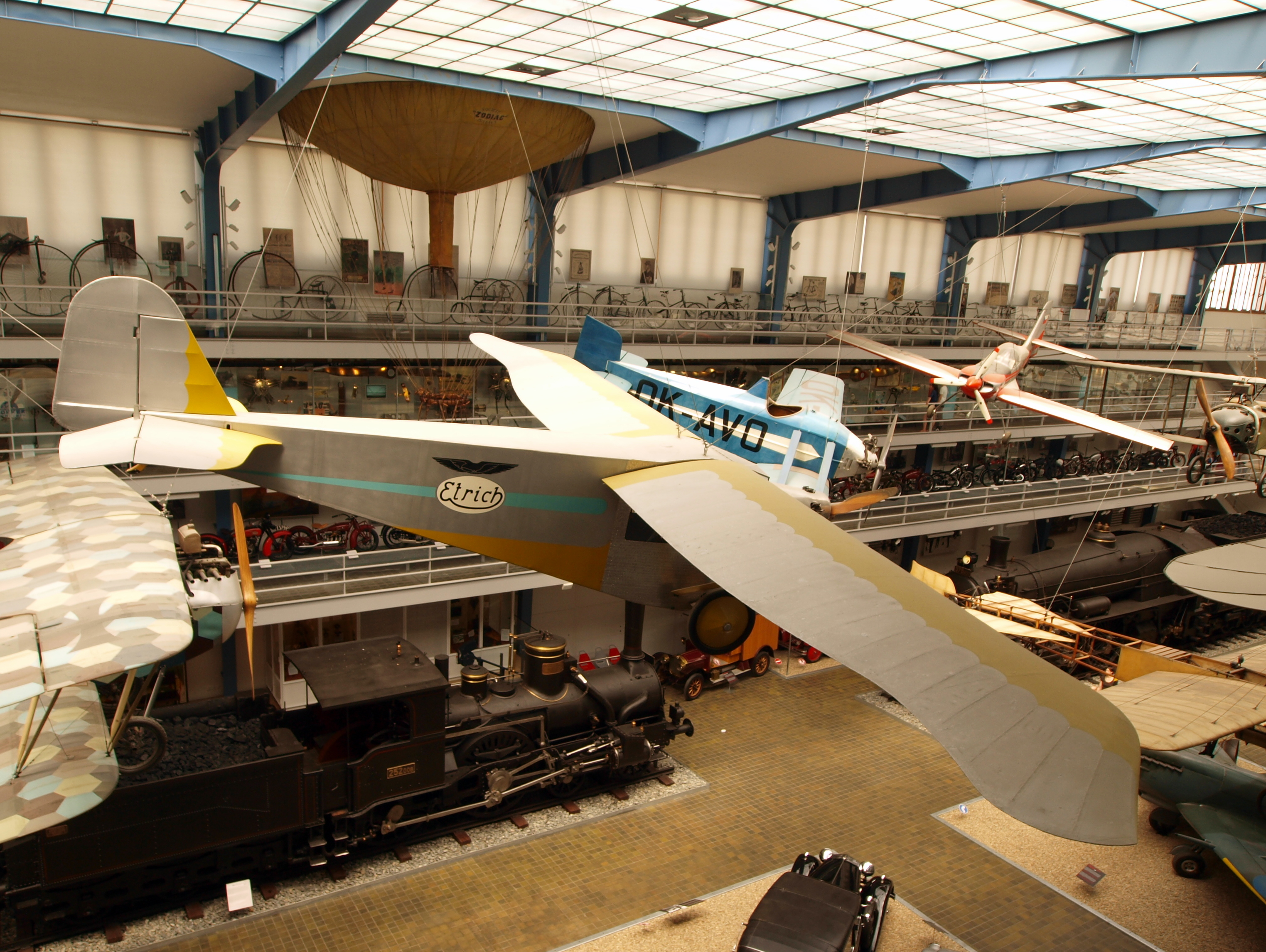
O Etrich Sport-Taube de Igo Etrich.

Etrich, cujo pai era um industrial, cursou a escola primária e a profissionalizante em Leipzig. Particularmente interessado no voo dos pássaros, ele construiu um laboratório. Depois da morte de Otto Lilienthal, seu pai comprou vários planadores, que lhes deram a inspiração. Ele desenvolveu o seu primeiro modelo de asa inspirado no formato da semente da Alsomitra macrocarpa e obteve a patente em 1905.
Em 1907, já em Viena, ele efetuou seu primeiro voo motorizado com o Etrich I. A versão inicial desse modelo, usava um motor de 24 hp na traseira. Mais tarde ele efetuou melhorias passando a chamá-lo de Praterspatz, com a hélice na frente e um pequeno trem de pouso na traseira.
Depois da criação do aeroporto em Wiener Neustadt em 1909, Etrich alugou dois hangares, e encarregou seu parceiro Franz Wels dos voos de teste. Ele melhorou o Etrich I com um motor mais potente. O leme e os ailerons eram controlados através de cabos ligados a um volante de automóvel. Essa nova versão fez o seu primeiro voo em 1910 e ficou conhecida como: Etrich II.
Essa segunda versão, também conhecida como "Taube" (Pomba), foi patenteada na Áustria. Devido a sua excelente performance, Etrich assinou um contrato de produção sob licença com Edmund Rumpler, que mais tarde descumpriu o acordo e passou a fabricar o avião com o nome de Rumpler Taube.
Em 1912, Etrich fundou a Etrich-Fliegerwerke em Liebau e lá criou o Luft-Limousine, primeiro avião de passageiros com cabine fechada, tendo como líder projetos Ernst Heinkel.

## Condecorações
- Em 1955 ele recebeu a ordem de mérito Bundesverdienstkreuz da República Federal da Alemanha.
- Em 1959 Igo Etrich foi agraciado com o Prêmio Karl Renner.[2][3]
- Um bairro de Viena foi rebatizado em homenagem à Igo Etrich.